# Doctrine Tobar
Pour les articles homonymes, voir Tobar (homonymie).
 (février 2020).
Si vous disposez d'ouvrages ou d'articles de référence ou si vous connaissez des sites web de qualité traitant du thème abordé ici, merci de compléter l'article en donnant les références utiles à sa vérifiabilité et en les liant à la section « Notes et références ».
La doctrine Tobar a été formulée en 1907 par Carlos Tobar, ministre des affaires étrangères de l'Équateur.
Elle a trait à la reconnaissance du gouvernement d'un État au niveau international, en particulier lorsqu'un changement de gouvernement s'opère. La reconnaissance d'un gouvernement est un acte unilatéral par lequel un État reconnaît comme légitime le gouvernement d’un autre État.
La doctrine Tobar proposait que tout gouvernement issu d'un coup d'État soit confirmé par des élections libres avant d'être reconnu internationalement.
Son objectif était de réduire la menace de révolution et de guerre civile en soulignant la nécessité pour tous les gouvernements d’agir pour l'établissement de la démocratie et du respect de l'État de droit.
Elle connut un certain succès en Amérique centrale allant jusqu'à être intégrée dans un traité du 20 décembre 1907, entre le Costa Rica, Guatemala, Honduras, Nicaragua, Salvador et Équateur. Néanmoins elle ne fut jamais reconnue en dehors des Amériques et n'est pas un principe du droit international.
La doctrine Tobar a cédé la place à la doctrine Estrada (1930).